# El Banco
El Banco ist eine Gemeinde (municipio) im Departamento del Magdalena in der Región Caribe in Kolumbien.

## Geographie
El Banco liegt im Süden von Magdalena, 297 km südlich von Santa Marta. Das Gebiet der Gemeinde ist größtenteils flach bei ca. 25 m ü. NN. Die höchste Erhebung ist der Hügel Cabrito mit 290 m ü. NN. Der Ort liegt strategisch wichtig am Zusammenfluss des Río Magdalena und des Río Cesar. Die Gemeinde grenzt im Norden an die Gemeinde Guamal in Magdalena und an Chimichagua im Departamento Cesar, im Südwesten an Hatillo de Loba im Departamento de Bolívar und im Osten und Südosten an Tamalameque im Cesar.

## Bevölkerung
Die Gemeinde El Banco hat 71.484 Einwohner, von denen 42.944 im städtischen Teil (cabecera municipal) der Gemeinde leben (Stand: 2022).

## Geschichte
Auf dem Gebiet der heutige Gemeinde lebte vor der Ankunft der Spanier das indigene Volk der Chimilas. Die erste spanische Siedlung wurde 1536 von Gonzalo Jiménez de Quesada mit dem Namen Barbudo gegründet. Die Siedlung war aber bereits 1541 wieder zerstört und verlassen. Die nächste Siedlung wurde 1544 unter dem Namen Tamalameque gegründet, die aber später noch mehrfach verlegt wurde und zeitweise unter dem Namen Santiago de Sompayón bekannt war. Die offizielle Gründung unter dem heutigen Namen erfolgte 1680 durch den freigelassenen Sklaven José Domingo Ortiz. Ab 1747 wurde der Name zu Nuestra Señora de la Candelaria de el Banco verlängert, zu Ehren der Schutzpatronin der Stadt. Während eines der kolumbianischen Bürgerkriege im 19. Jahrhundert wurde vor der Stadt 1885 eine Seeschlacht ausgetragen, die als La Humareda in die Geschichte einging. Bald nach dem Tausendtagekrieg wurde El Banco von einer Feuersbrunst erfasst, die fast die Hälfte der Gebäude zerstörte.

## Wirtschaft
Die wichtigsten Wirtschaftszweige von El Banco sind traditionell Fischerei in den Flüssen der Umgebung, Landwirtschaft und Rinder- und Geflügelproduktion.

## Söhne und Töchter der Stadt
- Antonio Bayter Abud (1933–2020), römisch-katholischer Ordensgeistlicher
- José Benito Barros (1915–2007), Komponist